# 女満別駅
女満別駅（めまんべつえき）は、北海道網走郡大空町女満別本通1丁目にある北海道旅客鉄道（JR北海道）石北本線の駅である。電報略号はメマ。事務管理コードは▲122533。駅番号はA67。全ての定期列車が停車する。

## 歴史

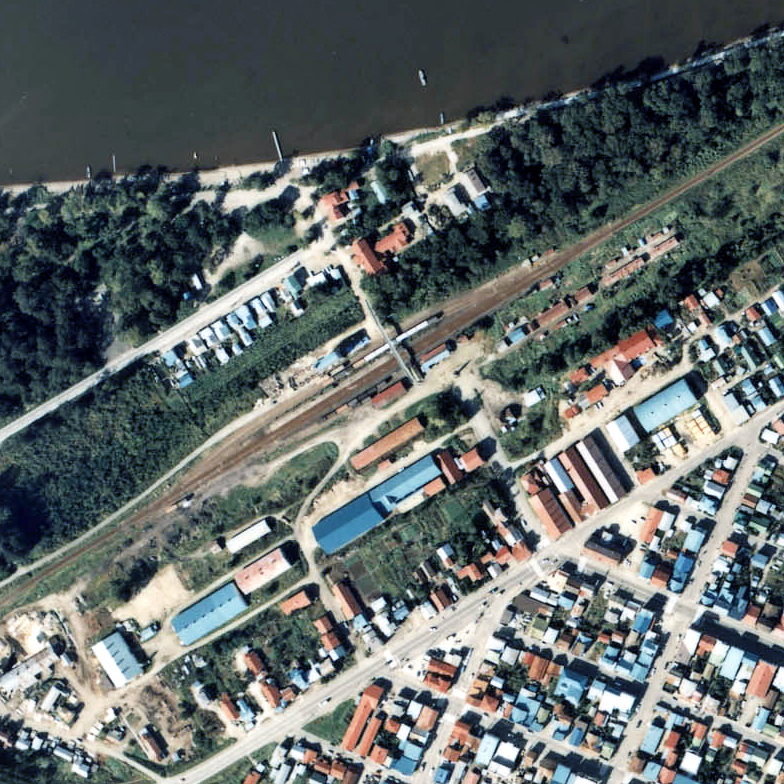
1977年の女満別駅と周囲約500m範囲。右上が網走方面。駅舎前の単式ホーム及び駅表側片面使用の島状の単式ホームからなる実質相対式ホーム2面2線と、駅裏側に2本の留置または積卸用貨物線、駅舎横北見側に貨物ホームと2本の引込線を有する。貨物取扱廃止後はこれらの貨物線も廃止となり、駅裏側網走方は保線用として一部が引込線化されて残され、また後に駅舎横の貨物ホーム引込線の1本に車掌車4輌が展示保存された。

当地における鉄道は当初、計画されていた経路は網走湖の西側を通るものであった。この経路では美幌や女満別を鉄道が通らないことから、地元からの熱心な陳情が行われ、実際に建設されたように網走湖東側を通る現行経路に変更された。
経路が決まった後、駅の建設位置が検討された。当時の女満別では目立った市街地らしい集落はまだなかったため、将来的な市街地の発展を考慮して駅の配置を決める必要があった。当初候補地とされたのは、平坦で既に開拓が進んでいた現在の本郷13線（女満別本郷地区内、現在駅の南西）付近であったが、この地は海抜が低く、当時は網走川の治水が進んでいないこともあって水没しやすい難点があった。このため、農耕に適さず開拓が進んでいなかったという難点はあったものの、周囲が高台で水没の危険が少ないという理由で現在地点が選択された。こうして1912年（大正元年）に女満別駅が開業した。
駅の開業によりこの地区は急激に発展し、開業時に女満別の人口は870人であったのが、8年で3,821人にまで増加した。駅前には商店街ができ、農産物の出荷が盛んにおこなわれて経済的にも発展するようになった。戦時中には、女満別に美幌海軍航空隊第二基地がおかれたことから、基地への引き込み線も建設された。戦後は農協の事務所や倉庫が駅前に置かれて農産物の出荷がさらに盛んになった。
しかし自動車の普及により駅の利用は減少し、駅前の商店は次第に減少していった。1984年（昭和59年）に貨物扱いが廃止され、簡易委託駅となった。1990年（平成2年）に図書館を併設する新駅舎となり、1993年（平成5年）には簡易委託も廃止となって無人駅になった。

### 年表
- 1912年（大正元年）10月5日：鉄道省網走線野付牛駅（現在の北見駅） - 網走駅（後の浜網走駅）間開業にともない開業[6][7]。一般駅[1]。
- 1923年（大正12年）11月18日：池田駅 - 野付牛駅 - 網走駅間を網走本線に改称。同線所属となる。
- 1949年（昭和24年）6月1日：公共企業体である日本国有鉄道に移管。
- 1961年（昭和36年）4月1日：新旭川駅 - 網走駅間を石北本線に改称[6]。同線所属となる。
- 1974年（昭和49年）：跨線橋設置。
- 1981年（昭和56年）10月1日：同日のダイヤ改正で急行「大雪」の一部が特急「オホーツク」に編入格上げとなり、特急列車停車駅となる[8]。
- 1984年（昭和59年）
  - 2月1日：荷物・貨物取扱い廃止[1]。
  - 11月10日：駅員無配置駅となり[9]、簡易委託化。
- 1987年（昭和62年）4月1日：国鉄分割民営化により北海道旅客鉄道（JR北海道）に継承[6]。
- 1990年（平成2年）11月18日：女満別町図書館（現：大空町立女満別図書館）と併設の新駅舎完成[10][11]。
- 1993年（平成5年）6月1日：簡易委託廃止、無人化。
- 2002年（平成14年）12月1日：同日のダイヤ改正で特急「オホーツク」の当駅通過便（下り1・5号、上り4・8号、いずれも当時）が停車するようになり、全定期列車が停車するようになる[12]。

### 駅名の由来
アイヌ語の「メム・アン・ペツ」（泉のある川）より。

## 駅構造
相対式ホーム2面2線を有する地上駅。網走方面に構内踏切がある。
網走駅管理の無人駅。大空町立女満別図書館（1階から3階）に駅待合室（1階）が入居している形となっている。夜間などの図書館閉館時は待合室も閉鎖されるため、建物横の屋外通路を利用する。
かつてはキヨスクが駅舎内で営業しており、乗車券の委託販売も行われていた。

### のりば
| 番線 | 路線      | 方向 | 行先               |
| ---- | --------- | ---- | ------------------ |
| 1    | ■石北本線 | 上り | 北見・札幌方面     |
| 2    | ■石北本線 | 下り | 網走・知床斜里方面 |

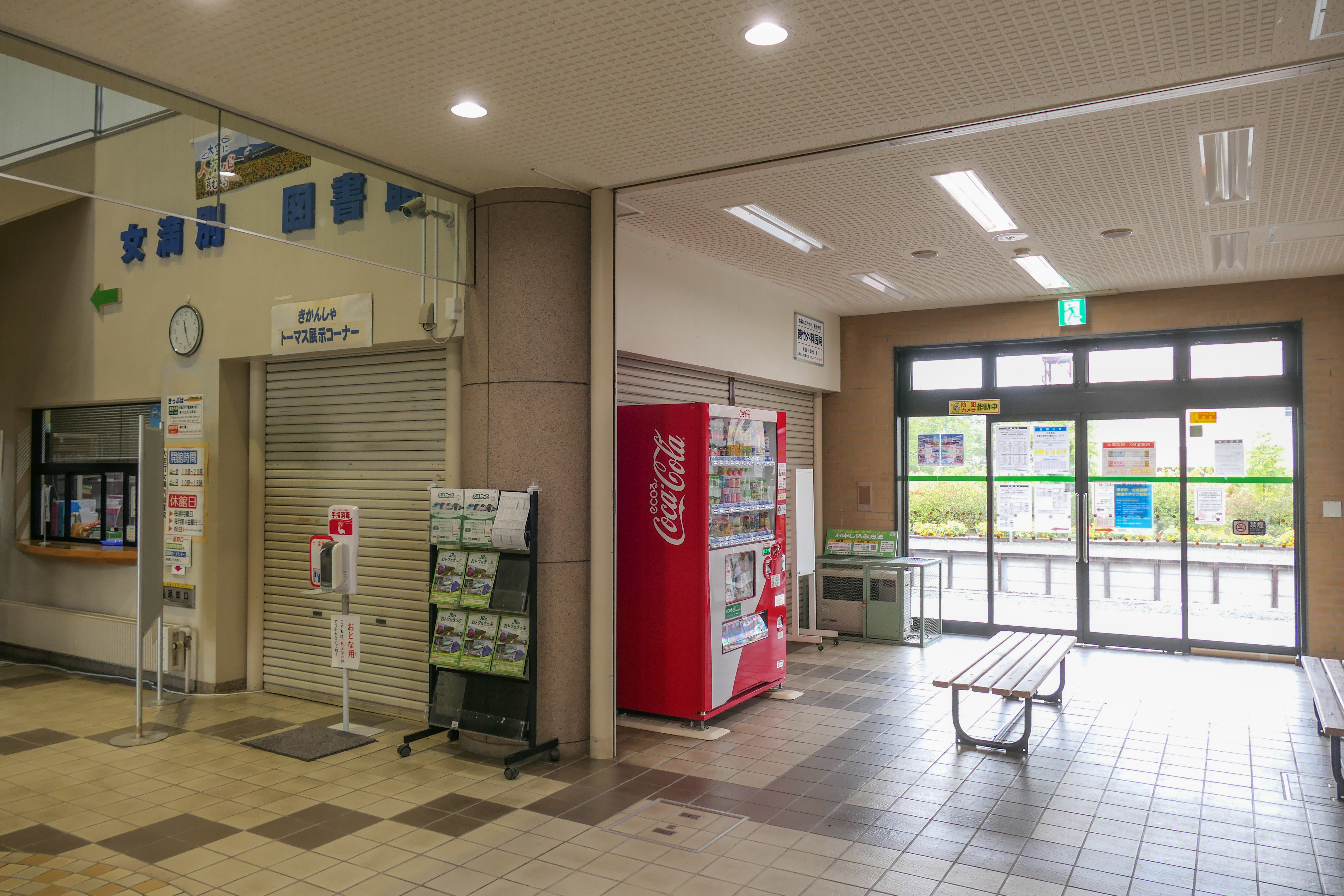
駅舎内観（2021年9月）
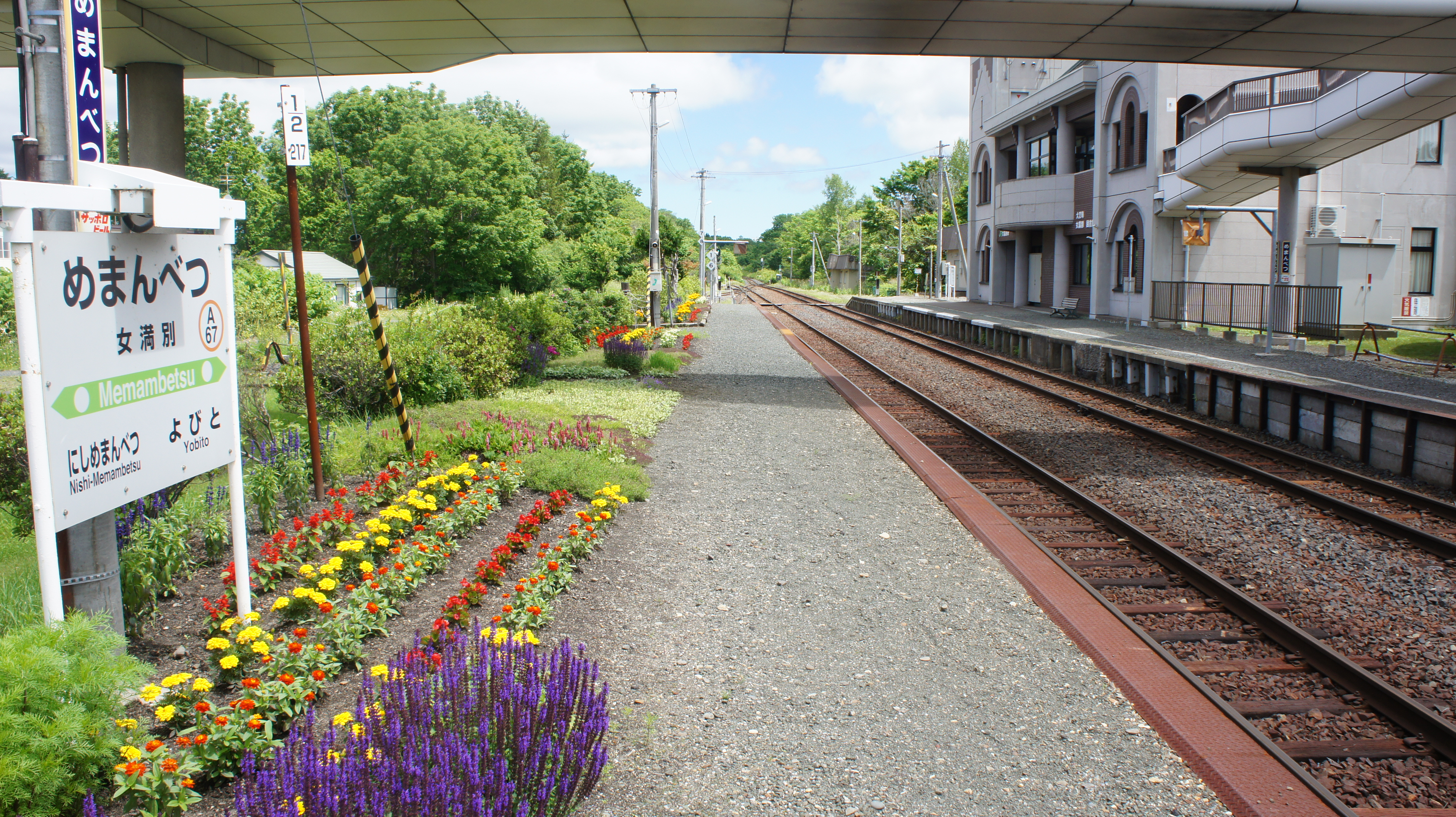
ホーム（2018年7月）
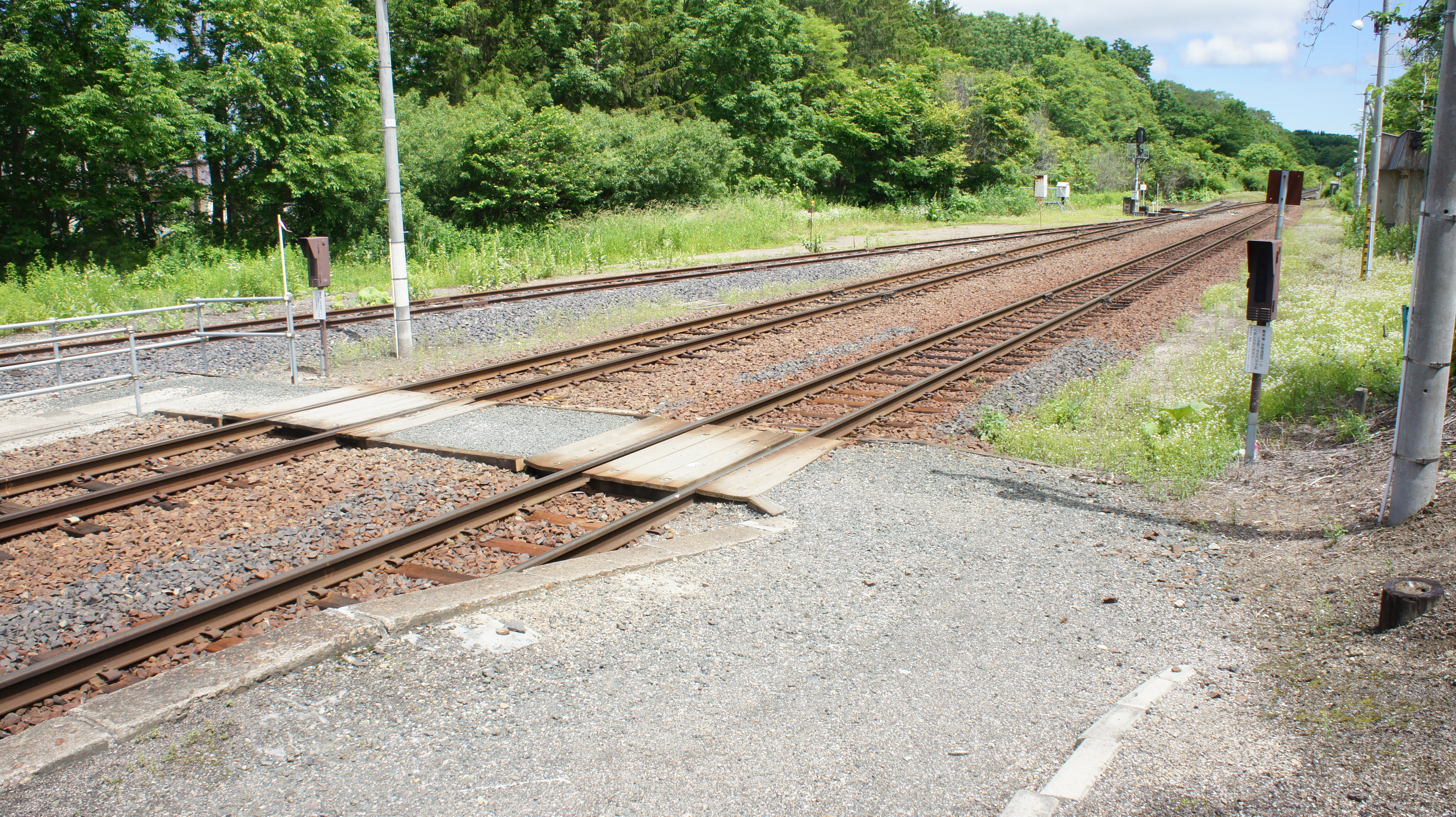
構内踏切（2018年7月）
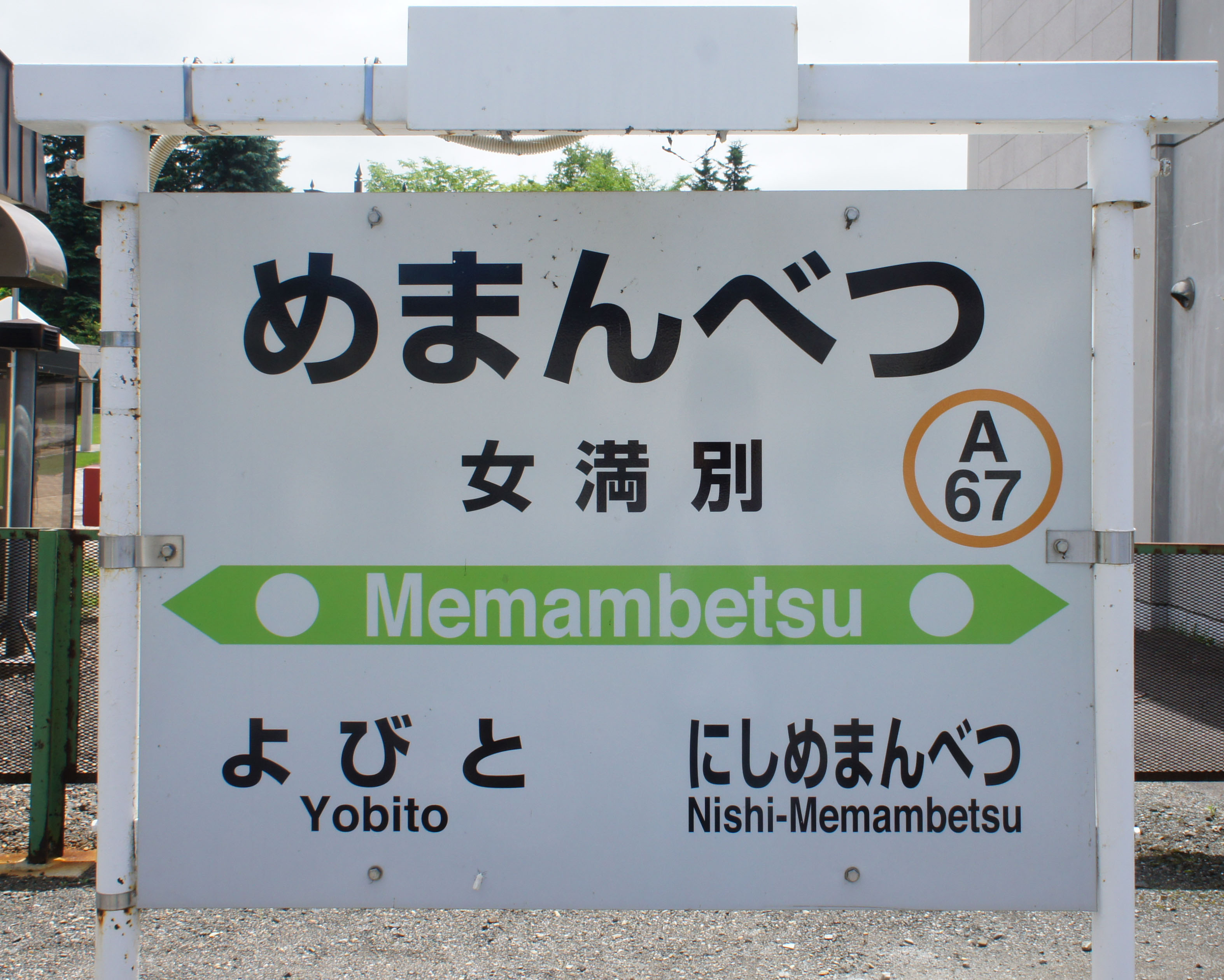
駅名標（2018年7月）

## 利用状況
乗車人員の推移は以下のとおり。年間の値のみ判明している年については、当該年度の日数で除した値を括弧書きで1日平均欄に示す。乗降人員のみが判明している場合は、1/2した値を括弧書きで記した。
また、「JR調査」については、当該の年度を最終年とする過去5年間の各調査日における平均である。
| 年度               | 乗車人員 | 乗車人員 | 乗車人員 | 出典       | 備考 |
| 年度               | 年間     | 1日平均  | JR調査   | 出典       | 備考 |
| ------------------ | -------- | -------- | -------- | ---------- | ---- |
| 1978年（昭和53年） |          | 314      |          | [ 13 ]     |      |
| 2016年（平成28年） |          |          | 108.4    | [ JR北 1 ] |      |
| 2017年（平成29年） |          |          | 110.8    | [ JR北 2 ] |      |
| 2018年（平成30年） |          |          | 105.8    | [ JR北 3 ] |      |
| 2019年（令和元年） |          |          | 99.6     | [ JR北 4 ] |      |
| 2020年（令和02年） |          |          | 93.0     | [ JR北 5 ] |      |
| 2021年（令和03年） |          |          | 90.6     | [ JR北 6 ] |      |
| 2022年（令和04年） |          |          | 83.8     | [ JR北 7 ] |      |
| 2023年（令和05年） |          |          | 81.2     | [ JR北 8 ] |      |

## 駅周辺
- 北海道道714号住吉女満別停車場線
- 国道39号
- メルヘンの丘
- 大空町役場（旧・女満別町役場）
- 網走警察署女満別駐在所
- 女満別郵便局
- 網走信用金庫女満別支店
- 女満別町農業協同組合（JA女満別）
- 網走湖女満別湖畔
- 女満別湖畔キャンプ場
- 女満別温泉
- 網走バス「女満別十字街」（女満別空港線）、「女満別西通り」（都市間バス）停留所[14][15]

## 隣の駅
北海道旅客鉄道（JR北海道）
■石北本線

■普通
美幌駅 (A65) - *西女満別駅 (A66) - 女満別駅 (A67) - 呼人駅 (A68)
*:上り始発列車は西女満別駅を通過する。

### JR北海道
1. ↑  「石北線（新旭川・網走間）」（PDF）『線区データ（当社単独では維持することが困難な線区）』、北海道旅客鉄道、2017年12月8日。オリジナルの2017年12月9日時点におけるアーカイブ。2017年12月10日閲覧。
2. ↑  「石北線（新旭川・網走間）」（PDF）『線区データ（当社単独では維持することが困難な線区）(地域交通を持続的に維持するために)』、北海道旅客鉄道株式会社、3頁、2018年7月2日。オリジナルの2018年8月19日時点におけるアーカイブ。2018年8月19日閲覧。
3. ↑  “石北線（新旭川・網走間）” (PDF). 線区データ（当社単独では維持することが困難な線区）(地域交通を持続的に維持するために).   北海道旅客鉄道. p. 3 (2019年10月18日). 2019年10月18日時点のオリジナルよりアーカイブ。2019年10月18日閲覧。
4. ↑  “石北線（新旭川・網走間）” (PDF). 地域交通を持続的に維持するために > 輸送密度200人以上2,000人未満の線区（「黄色」8線区）.   北海道旅客鉄道. p. 3・4 (2020年10月30日). 2020年11月2日時点のオリジナルよりアーカイブ。2020年11月2日閲覧。
5. ↑  “駅別乗車人員  特定日調査（平日）に基づく”.   北海道旅客鉄道. 2022年8月3日時点のオリジナルよりアーカイブ。2022年8月14日閲覧。
6. ↑  “駅別乗車人員  特定日調査（平日）に基づく”.   北海道旅客鉄道. 2022年9月3日時点のオリジナルよりアーカイブ。2022年9月3日閲覧。
7. ↑  “駅別乗車人員  特定日調査（平日）に基づく”.   北海道旅客鉄道. 2023年11月10日時点のオリジナルよりアーカイブ。2023年11月10日閲覧。
8. ↑  “駅別乗車人員  特定日調査（平日）に基づく”.   北海道旅客鉄道 (2024年). 2024年9月9日時点のオリジナルよりアーカイブ。2024年9月9日閲覧。